# Olle Nordin
Pour les articles homonymes, voir Nordin.
Olle Nordin, né le 23 novembre 1949 à Delary en Suède, est un footballeur international suédois, qui évoluait au poste de milieu de terrain, avant de devenir ensuite entraîneur.

## Biographie

### Carrière de joueur

#### Carrière en sélection
Avec l'équipe de Suède, il joue 19 matchs (pour 2 buts inscrits) entre 1970 et 1979.
Il joue son premier match en équipe nationale le 13 septembre 1970 contre la Norvège et son dernier le 5 septembre 1979 contre l'équipe de France.
Il figure dans le groupe des sélectionnés lors de la Coupe du monde de 1978 organisée en Argentine. Lors du mondial, il ne joue qu'un seul match, face à l'équipe d'Espagne.

### Carrière d'entraîneur
Il dirige l'équipe nationale suédoise de 1986 à 1990, sur un total de 45 matchs.

### Palmarès de joueur
IFK Göteborg
- Coupe de Suède (1) :
  - Vainqueur : 1978-79.

### Palmarès d'entraîneur
| Vålerenga - Coupe de Norvège : - Finaliste : 1985. |  | FK Lyn - Coupe de Norvège : - Finaliste : 1994. |  | AIK Fotboll - Coupe de Suède : - Finaliste : 2000-01 et 2002. |